# St. Regis Park
St. Regis Park – miasto w Stanach Zjednoczonych, w stanie Kentucky, w hrabstwie Jefferson.